# Saison 2003-2004 de snooker
Navigation
2002-2003 2004-2005
La saison 2003-2004 de snooker est la 36e saison de snooker. Elle regroupe 30 tournois organisés par la WPBSA entre le 21 août 2003 et juin 2004.

## Nouveautés
- Apparition en début de saison du challenge Europe-Asie qui se déroule sur deux tournois non classés à Wan Chai et Hong-Kong.
- Le Masters d'Écosse, épreuve créée en 1981, disparait du calendrier.
- Le championnat des joueurs, tournoi classé, remplace l'Open d'Écosse.

## Calendrier
| C = Tournoi classé (professionnel)              |
| NC = Tournoi non classé (professionnel)         |
| P/A = Tournoi pro-am (professionnel et amateur) |
| CC = Circuit du challenge (amateur)             |
| SI = Circuit de l'EASB (amateur)                |

| Dates (mois-jour) | Dates (mois-jour) | Tournoi                                      | Lieu       | Site                                       | Cat. | Vainqueur            | Finaliste         | Score | Références |
| 08–21             | 08–24             | Challenge Europe-Asie de snooker (épreuve 1) | Wan Chai   | Hong Kong Convention and Exhibition Centre | NC   | James Wattana        | Ken Doherty       | 6–4   | ,          |
| 08–28             | 08–31             | Challenge Europe-Asie de snooker (épreuve 2) | Bangkok    | Merchant Court Hotel                       | NC   | Ken Doherty          | Marco Fu          | 5–2   | ,          |
| 09–13             | 09–19             | Circuit du challenge (épreuve 1)             | Prestatyn  | Pontins                                    | CC   | Stefan Mazrocis (en) | Paul Davison      | 6–2   | [ 5 ]      |
| 09-26             | 09-28             | Open de Suisse                               | Zofingen   | Billard Center Im Funken                   | P/A  | Bjorn Haneveer (en)  | Ian McCulloch     | 5-4   |            |
| 10–04             | 10–12             | Coupe LG                                     | Preston    | Preston Guild Hall                         | C    | Mark Williams        | John Higgins      | 9–5   | [ 6 ]      |
| 10–??             | 10–??             | Tournoi Pontins pro-am (automne)             | Prestatyn  | Pontins                                    | P/A  | Mark King            | Craig Butler (en) | 5-4   |            |
| 11–08             | 11–16             | Open de Grande-Bretagne                      | Brighton   | The Brighton Centre                        | C    | Stephen Hendry       | Ronnie O'Sullivan | 9–6   | [ 7 ]      |
| 11–18             | 11–30             | Championnat du Royaume-Uni                   | York       | Barbican Centre                            | C    | Matthew Stevens      | Stephen Hendry    | 10–8  | [ 8 ]      |
| 11-??             | 11-??             | Championnat de Merseyside                    | Liverpool  | George Scott Snooker Club                  | NC   | Stephen Maguire      | Mark Davis        | 5-1   |            |
| 12–02             | 12–08             | Circuit du challenge (épreuve 2)             | Prestatyn  | Pontins                                    | CC   | Hugh Abernethy (en)  | Gary Wilson       | 6–0   | [ 9 ]      |
| 12–15             | 12–21             | Épreuve qualificative au Masters             | Prestatyn  | Pontins                                    | NC   | Neil Robertson       | Dominic Dale      | 6–5   | [ 10 ]     |
| 01–19             | 01–25             | Open du pays de Galles                       | Newport    | Newport Centre                             | C    | Ronnie O'Sullivan    | Steve Davis       | 9–8   | ,          |
| 02–01             | 02–08             | Masters                                      | Londres    | Wembley Conference Centre                  | NC   | Paul Hunter          | Ronnie O'Sullivan | 10–9  | ,          |
| 02–21             | 02–29             | Circuit du challenge (épreuve 3)             | Prestatyn  | Pontins                                    | CC   | Brian Salmon (en)    | Steve James       | 6–1   | [ 15 ]     |
| 03–01             | 03–06             | Open d'Europe                                | San Ġiljan | Hilton Conference Center                   | C    | Stephen Maguire      | Jimmy White       | 9–3   | ,          |
| 03–23             | 03–28             | Masters d'Irlande                            | Dublin     | Citywest Hotel                             | C    | Peter Ebdon          | Mark King         | 10–7  | ,          |
| 04–03             | 04–11             | Championnat des joueurs                      | Glasgow    | S.E.C.C.                                   | C    | Jimmy White          | Paul Hunter       | 9–7   | ,          |
| 04–17             | 05–03             | Championnat du monde                         | Sheffield  | Crucible Theatre                           | C    | Ronnie O'Sullivan    | Graeme Dott       | 18–8  | [ 22 ]     |
| 01–10             | 05–14             | Première ligue                               | Colwyn Bay | Colwyn Bay Leisure Centre                  | NC   | Stephen Hendry       | John Higgins      | 9–6   | ,          |
| 05–12             | 05–20             | Circuit du challenge (épreuve 4)             | Prestatyn  | Pontins                                    | CC   | Gary Wilson          | Jin Long          | 6–4   | [ 25 ]     |
| 06–??             | 06–??             | Tournoi Pontins pro-am (printemps)           | Prestatyn  | Pontins                                    | P/A  | Stuart Bingham       | Wayne Cooper      | 5-3   |            |
| ??-??             | ??-??             | Circuit de l'EASB (épreuve 1)                |            |                                            | SI   | David KL Taylor      | Darren McVicar    | 4-3   |            |
| ??-??             | ??-??             | Circuit de l'EASB (épreuve 2)                |            |                                            | SI   | James Tatton (en)    | Lee Richardson    | 4-2   |            |
| ??-??             | ??-??             | Circuit de l'EASB (épreuve 3)                |            |                                            | SI   | Lee Richardson       | Jamie Barratt     | 4-0   |            |
| ??-??             | ??-??             | Circuit de l'EASB (épreuve 4)                |            |                                            | SI   | Sean Bullock         | Andy Radford      | 4-0   |            |
| ??-??             | ??-??             | Circuit de l'EASB (épreuve 5)                |            |                                            | SI   | Andy Radford         | Mark Sutton       | 4-0   |            |
| ??-??             | ??-??             | Circuit de l'EASB (épreuve 6)                |            |                                            | SI   | Eddie Cooper         | Nick Spelman      | 4-2   |            |
| ??-??             | ??-??             | Circuit de l'EASB (épreuve 7)                |            |                                            | SI   | Alan Trigg           | Wayne Cooper      | 4-1   |            |
| ??-??             | ??-??             | Circuit de l'EASB (épreuve 8)                |            |                                            | SI   | Paul Davison         | Wayne Cooper      | 4-2   |            |
| ??-??             | ??-??             | Circuit de l'EASB (épreuve finale)           |            |                                            | SI   | Wayne Cooper         | Nick Spelman      | 5-1   |            |

## Attribution des points
Points attribués lors des épreuves comptant pour le classement mondial :
| Tournoi                    | Joueurs (nombre / statut) | 128 | 96  | 80   | 64   | 48   | 32   | 16   | Quart de finalistes | Demi-finalistes | Finaliste | Vainqueur |
| Coupe LG                   | Non tête de série         | 200 | 400 | 650  | 900  | 1150 | 1450 | 1750 | 2050                | 2500            | 3000      | 4000      |
| Coupe LG                   | Tête de série             | –   | –   | 325  | 450  | 575  | 725  | 1750 | 2050                | 2500            | 3000      | 4000      |
| Open britannique           | Non tête de série         | 200 | 400 | 650  | 900  | 1150 | 1450 | 1750 | 2050                | 2500            | 3000      | 4000      |
| Open britannique           | Tête de série             | –   | –   | 325  | 450  | 575  | 725  | 1750 | 2050                | 2500            | 3000      | 4000      |
| Championnat du Royaume-Uni | Non tête de série         | 300 | 600 | 975  | 1350 | 1725 | 2175 | 2625 | 3075                | 3750            | 4500      | 6000      |
| Championnat du Royaume-Uni | Tête de série             | –   | –   | 487  | 675  | 862  | 1087 | 2625 | 3075                | 3750            | 4500      | 6000      |
| Open du pays de Galles     | Non tête de série         | 200 | 400 | 650  | 900  | 1150 | 1450 | 1750 | 2050                | 2500            | 3000      | 4000      |
| Open du pays de Galles     | Tête de série             | –   | –   | 325  | 450  | 575  | 725  | 1750 | 2050                | 2500            | 3000      | 4000      |
| Open d'Europe              | Non tête de série         | 200 | 400 | 650  | 900  | 1150 | 1450 | 1750 | 2050                | 2500            | 3000      | 4000      |
| Open d'Europe              | Tête de série             | –   | –   | 325  | 450  | 575  | 725  | 1750 | 2050                | 2500            | 3000      | 4000      |
| Masters d'Irlande          | Non tête de série         | 200 | 400 | 650  | 900  | 1150 | 1450 | 1750 | 2050                | 2500            | 3000      | 4000      |
| Masters d'Irlande          | Tête de série             | –   | –   | 325  | 450  | 575  | 725  | 1750 | 2050                | 2500            | 3000      | 4000      |
| Championnat des joueurs    | Non tête de série         | 200 | 400 | 650  | 900  | 1150 | 1450 | 1750 | 2050                | 2500            | 3000      | 4000      |
| Championnat des joueurs    | Tête de série             | –   | –   | 325  | 450  | 575  | 725  | 1750 | 2050                | 2500            | 3000      | 4000      |
| Championnat du monde       | Non tête de série         | 400 | 800 | 1300 | 1800 | 2300 | 2900 | 3500 | 4100                | 5000            | 6000      | 8000      |
| Championnat du monde       | Tête de série             | –   | –   | 650  | 900  | 1150 | 1450 | 3500 | 4100                | 5000            | 6000      | 8000      |

## Classement mondialen début et fin de saison

### Après lechampionnat du monde 2003
| Rang | Évol.         | Joueur            | Points |
| 1    | 1             | Mark Williams     | 52600  |
| 2    | 4             | Stephen Hendry    | 44800  |
| 3    | 2             | Ronnie O'Sullivan | 44750  |
| 4    | en stagnation | John Higgins      | 42575  |
| 5    | 2             | Stephen Lee       | 42400  |
| 6    | 1             | Ken Doherty       | 40375  |
| 7    | 4             | Peter Ebdon       | 39900  |
| 8    | 1             | Paul Hunter       | 36950  |
| 9    | 1             | Matthew Stevens   | 32875  |
| 10   | 5             | Alan McManus      | 29975  |
| 11   | 14            | Steve Davis       | 28775  |
| 12   | 7             | David Gray        | 28012  |
| 13   | 1             | Graeme Dott       | 27262  |
| 14   | en stagnation | Quinten Hann      | 27149  |
| 15   | 5             | Jimmy White       | 26887  |
| 16   | 3             | Joe Perry         | 26637  |

### Après lechampionnat du monde 2004
| Rang | Évol.         | Joueur            | Points |
| 1    | 2             | Ronnie O'Sullivan | 46775  |
| 2    | 1             | Mark Williams     | 44462  |
| 3    | 1             | Stephen Hendry    | 40950  |
| 4    | 4             | Paul Hunter       | 40375  |
| 5    | 1             | John Higgins      | 36487  |
| 6    | 3             | Matthew Stevens   | 33325  |
| 7    | 1             | Ken Doherty       | 32212  |
| 8    | 1             | Peter Ebdon       | 31550  |
| 9    | 4             | Stephen Lee       | 30700  |
| 10   | en stagnation | Alan McManus      | 29250  |
| 11   | 4             | Jimmy White       | 28137  |
| 12   | 6             | Chris Small       | 27550  |
| 13   | 2             | Steve Davis       | 27087  |
| 14   | 2             | David Gray        | 26912  |
| 15   | 2             | Graeme Dott       | 26312  |
| 16   | 3             | Marco Fu          | 26212  |